# Бродський Борис Йосипович
Борис Йосипович Бродський (нар. 27 серпня 1926, Київ) — український радянський графік; член Спілки радянських художників України з 1965 року. Брат графіка Соломона Бродського.

## З біографії
Народився 27 серпня 1926 року в місті Києві. Протягом 1936—1941 років навчався в художніх студіях Києва; у 1961 році — у Львівському поліграфічному інституті.
Жив у Києві, в будинку на проспекті 40-річчя Жовтня, № 114, квартира № 63. Виїхав у США.

## Творчість
Працював у галузях книжкової та промислової графіки. Оформив книжки;
- «Пісні Румунії» (1957);
- «Розповідь про книжку» М. Г. Резника (1964);
- «Ритми» (Київ, 1965);
- п'ятитомник Олександра Корнійчука (Київ, 1966—1968);
- п'ятитомник Ірини Вільде (Київ, 1967);
- «Біографія Івана Франка» Петра Колесника (Київ, 1967);
- «Олександр Корнійчук» (Київ, 1968);
- «… твій В. Ульянов» (1969);
- «Твори» П. Гулака-Артемовського (1977);
- «Війна» Івана Стаднюка (1977);
- «Олексій Шовкуненко: Спогади про художника» (1980);
- «Микола Шовкуненко: Спогади про художника» (1984).

Також оформив альбоми, монографії про життя художників — Тетяни Яблонської (Київ, 1960), Михайла Дерегуса (1961); збірник «Українські народні ліричні пісні» (1960).
Брав участь у республіканських та зарубіжних виставках з 1959 року.